# 5-(2-Aminopropyl)indole
5-(2-Aminopropyl)indole (ou 5-API, 5-IT) est un dérivé de l'indole ayant des effets stimulants et considéré en France depuis 2013 comme un stupéfiant.

## Histoire
Sa préparation a été décrite et brevetée par Albert Hofmann en 1962.
Ce produit a fait l’objet de recherches pharmacologiques. Il a aussi été ouvertement vendu en ligne comme un produit chimique pour la recherche. Sa vente est maintenant réglementée en France et d'autres pays.
Il n'a pas d'usage connu comme médicament humain ou vétérinaire en Europe, où il n'a jamais reçu d'autorisation de mise sur le marché.
En 2013, on dispose de peu de données sur la circulation de ce produit, mais il a été retrouvé dans un produit dit ‘Benzo Fury’. Rien que dans 3 États membres, on a signalé au moins 15 intoxications non fatales et 21 ayant conduit à la mort liées au 5-(2-aminopropyl).

## Caractéristiques chimiques
C'est un isomère de position de l'Α-Méthyltryptamine (AMT) qui appartient à la famille des tryptamines, dont beaucoup sont des hallucinogènes, tout en contenant aussi une sous-structure de l'alpha-méthylphénéthylamine pouvant lui conférer une activité stimulante. Quelques données suggèrent que le 5-(2-aminopropyl)indole a effectivement des effets stimulants.
Bien que 5-TI soit un isomère chiral (même composition moléculaire, mais forme différente) de la tryptamine utilisée comme médicament, ses propriétés en diffèrent en raison d’une position différente du cycle indole (substitué en position 5 et non à la position 3).
Ce composé est chimiquement plus proche de dérivés de la phénéthylamine tels que le « 5-APB (en) », ce qu’évoquent aussi ses effets lorsqu'utilisé comme médicament ou drogue (stimulant plutôt que « psychédélique »). Les 5 autres analogues chimiques de l'alpha-méthyltryptamine (AMT) ont des effets encore peu étudiés (selon la littérature scientifique disponible).

## Dosage et effets
Alexander Shulgin a brièvement décrit 5-IT dans TiHKAL.
Selon lui : « à 20 milligrammes par voie orale, c’est un stimulant de longue durée qui peut produire une augmentation du rythme cardiaque, une anorexie, une diurèse et une légère hyperthermie durant environ douze heures ». Comme il ne s’agit pas d'une tryptamine (et donc hors-sujet dans son ouvrage), il ne donne pas plus de détails.
Les symptômes d’une ingestion de ce produit sont notamment : pupilles dilatées, sueur, agitation motrice, pouls rapide, tension artérielle et température corporelle élevées[réf. nécessaire].
En cas d'intoxication, ces symptômes peuvent conduire à la mort.

## Décès
Au moins quatorze décès survenus d’avril à juillet 2012 ont, en Suède, été attribués à cette molécule depuis sa découverte. Le 5-IT a été répertorié comme le seul produit toxique en cause dans deux de ces cas mais il était associé à d'autres drogues dans les douze autres autopsies. Toutes les victimes étaient des hommes jeunes (20-30 ans).

Durant la même période, onze empoisonnements non mortels dus à 5 IT auraient également été signalés.

## Législation
Elle évolue dans les années 2000, variant encore selon les États et éventuellement selon les isomères.
Ce produit est maintenant réglementé et criminalisé en Australie, soumis au Controlled Substances Act aux États-Unis. Il a été interdit même comme médicament dans certains pays (Royaume-Uni par exemple, en juin 2013, avec 9 autres composés apparentés).
La Suède envisage son interdiction (démarche initiée en juillet 2012) alors que le Danemark l’a rendu illégal le 30 septembre 2012.
La Commission européenne dans une proposition de décision envisage de demander aux États-membres de prendre des mesures pour contrôler ce produit (contrôle et sanctions pénales qui sont celles des législations nationales en matière de psychotropes) .